# Tierra Caliente (Estado de México)
La Tierra Caliente Mexiquense es una zona geográfica mexicana localizada en el Estado de México, caracterizada por sus climas de altas temperaturas, escasez de lluvias y biodiversidad. Se encuentra al suroeste y es parte del conjunto de planicies de baja altitud al suroeste de las sierras de Temascaltepec y Zacualpan.
Está emparentada con los estados de Guerrero y Michoacán por situarse en la depresión del Balsas que junto con la Tierra Caliente Guerrerense y la Tierra Caliente Michoacana conformaban la macrorregión de Tierra Caliente en México.

## Municipios
- Tejupilco
- Tlatlaya
- Amatepec
- Luvianos
- Zacazonapan
- Temascaltepec
- San Martín Otzoloapan
- Santo Tomás de los Plátanos
- Almoloya
- Sultepec
- Zacualpan
- Texcaltitlán